# Goh Batee Bamon
Goh Batee Bamon är en kulle i Indonesien.   Den ligger i provinsen Aceh, i den västra delen av landet, 1 800 km nordväst om huvudstaden Jakarta. Toppen på Goh Batee Bamon är 167 meter över havet.
Terrängen runt Goh Batee Bamon är varierad, och sluttar norrut. Runt Goh Batee Bamon är det ganska tätbefolkat, med 179 invånare per kvadratkilometer. Närmaste större samhälle är Banda Aceh, 6,7 km nordost om Goh Batee Bamon. Trakten runt Goh Batee Bamon består till största delen av jordbruksmark.